# Косцюшко (гора)
Гора́ Косцю́шко (англ. Mount Kosciuszko, [ˌkɒziˈʌskoʊ]; нгар. Kunama Namadgi, також Tar-gan-gil) — найвища вершина австралійського континенту. Гора розташована в гірському масиві Сніжні гори (Австралійські Альпи) на території Національного парку Косцюшко у штаті Новий Південний Уельс. Висота вершини становить 2228 метрів над рівнем моря.
Назву горі у 1840 році дав польський дослідник Павло Едмунд Стшелецький на честь військового та політичного діяча Тадеуша Костюшка. Корінна назва вершини мовою народу нгаріго — Кунама Намаджі. Гора Косцюшко входить до альпіністського проєкту «Сім вершин» як найвища точка Австралії.

## Назва
Гора отримала свою назву на честь польського та американського національного героя, генерала Тадеуша Костюшка. Назву їй дав польський дослідник та геолог Павло Едмунд Стшелецький у 1840 році, який першим з європейців піднявся на вершину.
Існує кілька корінних назв гори. Народ нгаріго (Ngarigo) називає її Кунама Намаджі (Kunama Namadgi), що означає «сніжна гора». Інша відома назва, що використовується корінними народами, — Тар-ган-гіл (Tar-gan-gil), значення якої пов'язують із місцевими легендами про духів.

### Історична плутанина
У процесі подальших картографічних робіт ім'я «Косцюшко» було помилково присвоєно сусідній, дещо нижчій вершині, яка зараз відома як гора Таунсенд. Натомість найвищий пік отримав назву Таунсенд. Коли точні вимірювання підтвердили, що гора, названа Стшелецьким, є справді найвищою, Земельний департамент Нового Південного Уельсу у 1909 році ухвалив рішення виправити помилку. Щоб зберегти повагу до Стшелецького, назви гір просто поміняли місцями, таким чином, найвища вершина знову стала називатися Косцюшко.

## Географія та геологія
Гора Косцюшко розташована у південній частині штату Новий Південний Уельс. Вона є найвищою точкою Сніжних гір.
Вершина складена переважно з гранітних інтрузій, що утворилися внаслідок вулканічної активності в ордовицькому та силурійському періодах. Сучасний рельєф гори значною мірою сформований льодовиковою активністю під час останнього льодовикового періоду. Сліди зледеніння, такі як кари та морени, чітко простежуються на схилах.

## Клімат, флора і фауна
Регіон гори Косцюшко характеризується альпійським та субальпійським кліматом, що є унікальним для Австралії. Сніговий покрив тримається на вершині та верхніх схилах протягом зимових місяців, зазвичай з червня по жовтень.
Флора і фауна регіону пристосовані до суворих умов високогір'я. Рослинність змінюється з висотою:
- До 1200 м: схили вкриті евкаліптовими лісами та рідколіссями.
- 1200—1800 м: переважають субальпійські хащі чагарників.
- Вище 1800 м: розташовані альпійські луки з ендемічними видами рослин, які не зустрічаються більше ніде у світі.

Територія гори є частиною Національного парку Косцюшко, заснованого у 1967 році для захисту унікальних екосистем. У парку мешкають рідкісні та зникаючі види, зокрема гірський опосум-пігмей (Burramys parvus), який вважався вимерлим до 1966 року, та яскрава короборі-жаба (Pseudophryne corroboree).

## Маршрути сходження
Сходження на гору Косцюшко є відносно легким і доступним для людей з середнім рівнем фізичної підготовки. Існує кілька популярних маршрутів:
Маршрут від перевалу Шарлотти (Charlotte Pass)
- Відстань: 18,6 км (туди й назад).
- Час: 6–8 годин.
- Опис: Це найпопулярніший маршрут, що проходить по старій дорозі Самміт-Роуд. Стежка має пологі підйоми та добре облаштована. Маршрут відкритий для пішоходів та велосипедистів[16].

Маршрут від Тредбо (Thredbo)
- Відстань: 13 км (туди й назад).
- Час: 4–5 годин.
- Опис: Цей маршрут починається з підйому на крісельному підйомнику Косцюшко-Експрес, що значно скорочує дистанцію та набір висоти. Стежка проходить через мальовничі альпійські луки та має металеве покриття для захисту рослинності[17].

Головний хребет (Main Range Track)
- Відстань: 22 км (кільцевий маршрут).
- Час: 7–9 годин.
- Опис: Цей маршрут починається від перевалу Шарлотти і вважається одним з наймальовничіших в Австралії. Він проходить через кілька високогірних озер, зокрема озеро Кутапатамба, та повз гору Таунсенд. Маршрут є складнішим та вимагає кращої підготовки[18].

На вершині розташована кам'яна плита та найвища громадська вбиральня в Австралії, що знаходиться на перевалі Роусон, трохи нижче піка.

## Український слід
Гора Косцюшко є знаковою вершиною для багатьох альпіністів, зокрема й українських.
- Тетяна Яловчак, перша українка, яка виконала програму «Сім вершин», підкорила гору Косцюшко 28 жовтня 2017 року, завершивши таким чином сходження на найвищі вершини всіх континентів за списком Басса[20].
- Представники української громади в Австралії періодично організовують патріотичні сходження на гору для привернення уваги до важливих подій в Україні[21].

## Галерея

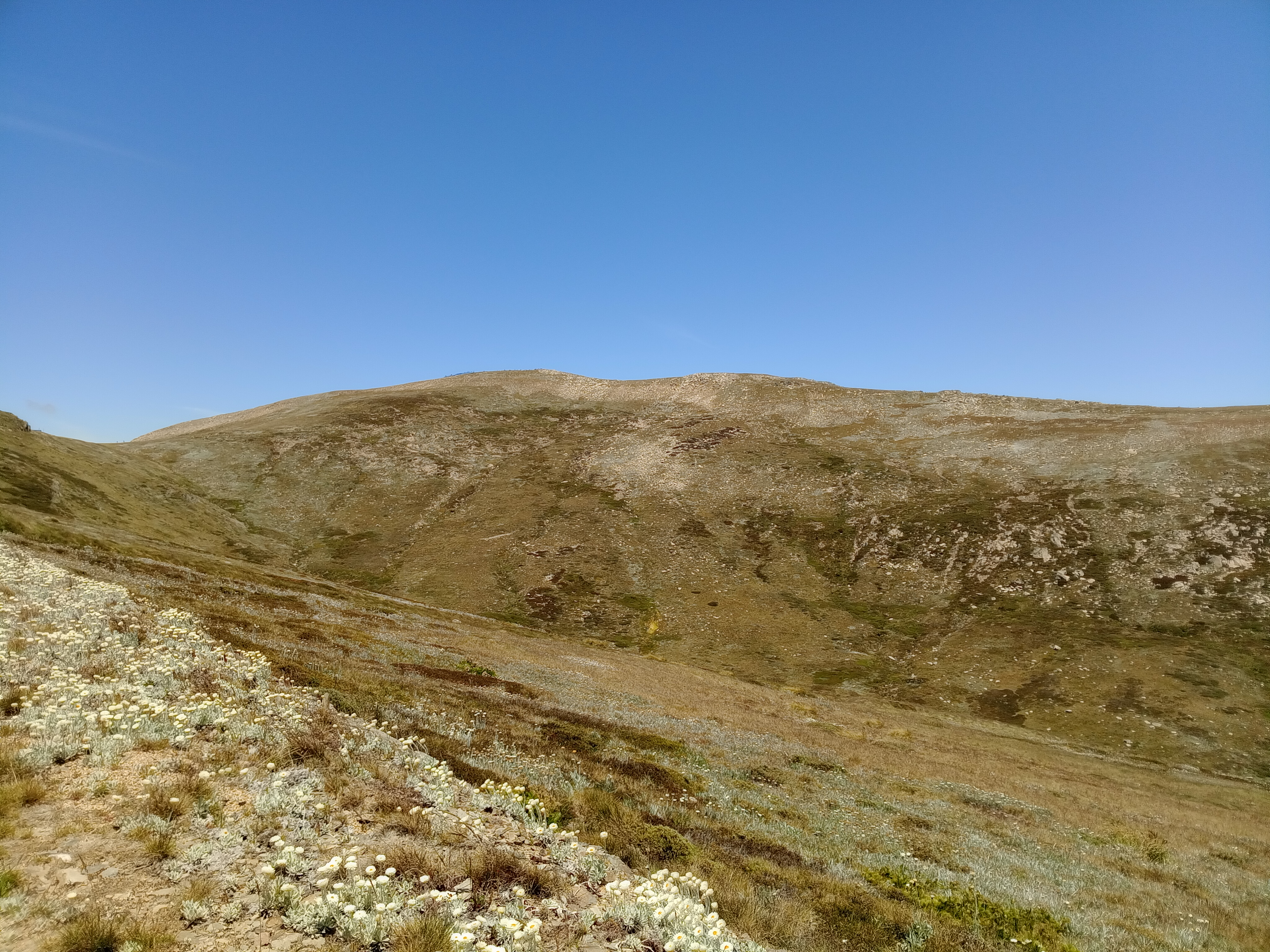
Гора Косцюшко влітку, без снігу
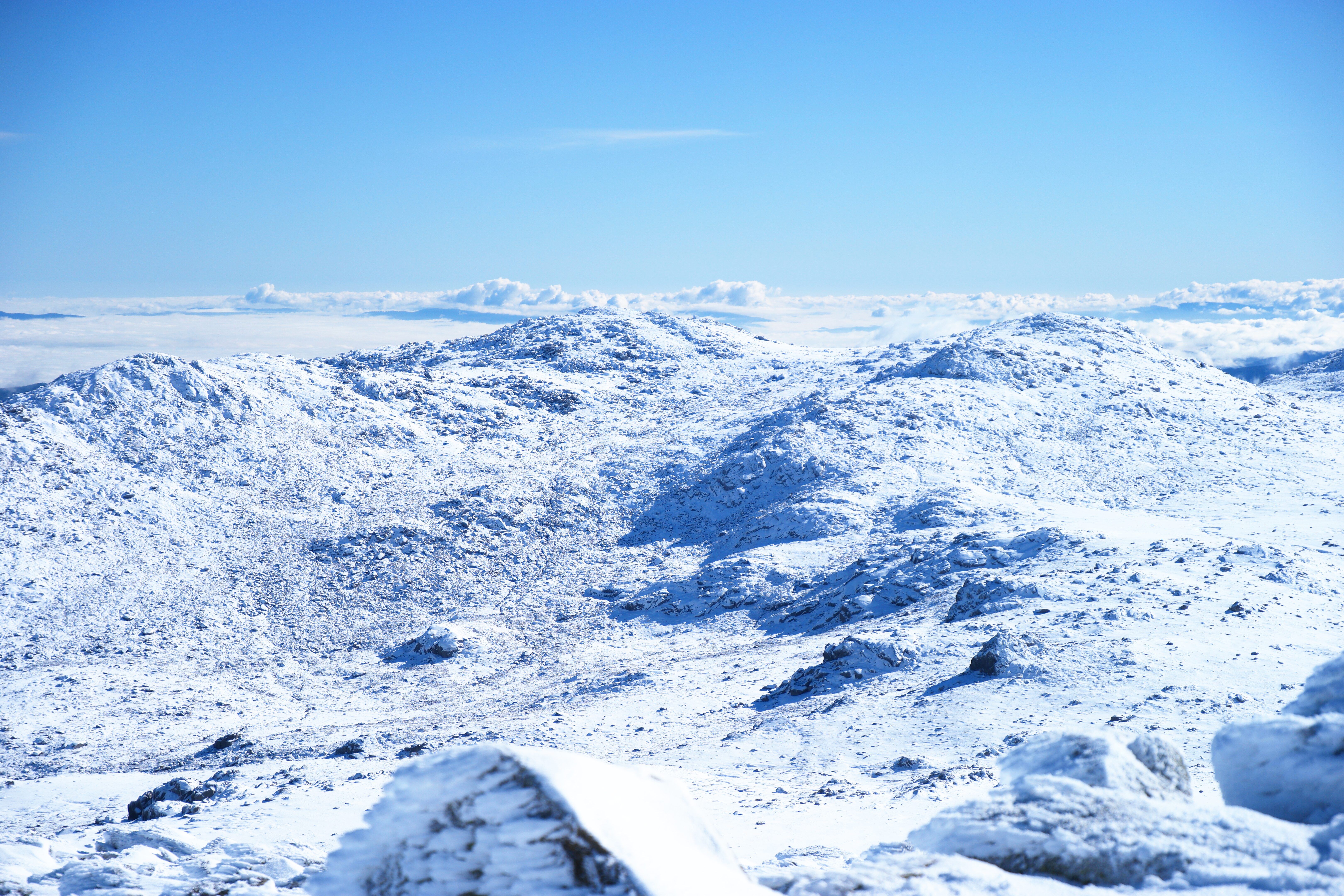
Вид на Національний парк Косцюшко з вершини
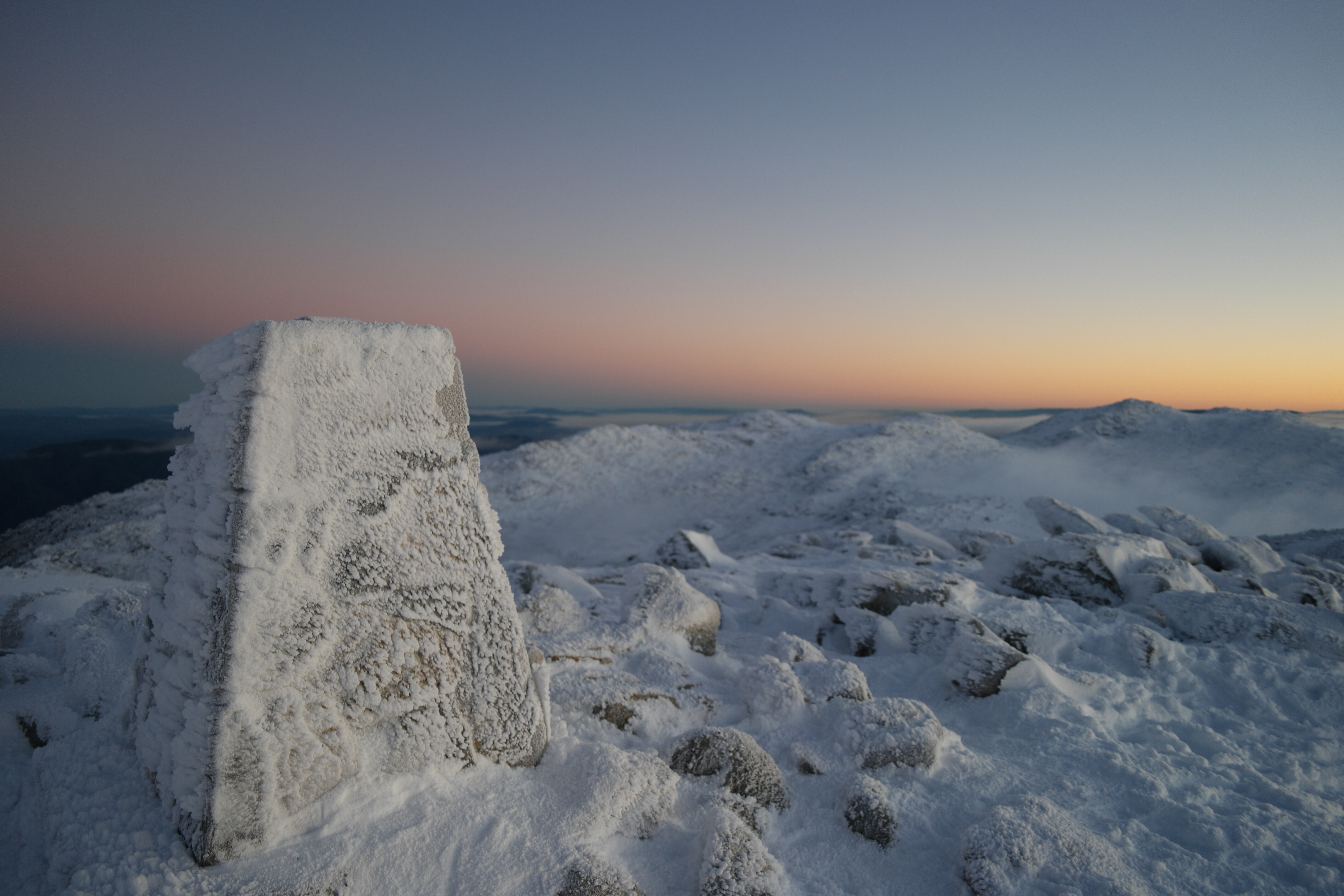
Основа геодезичного знака на вершині
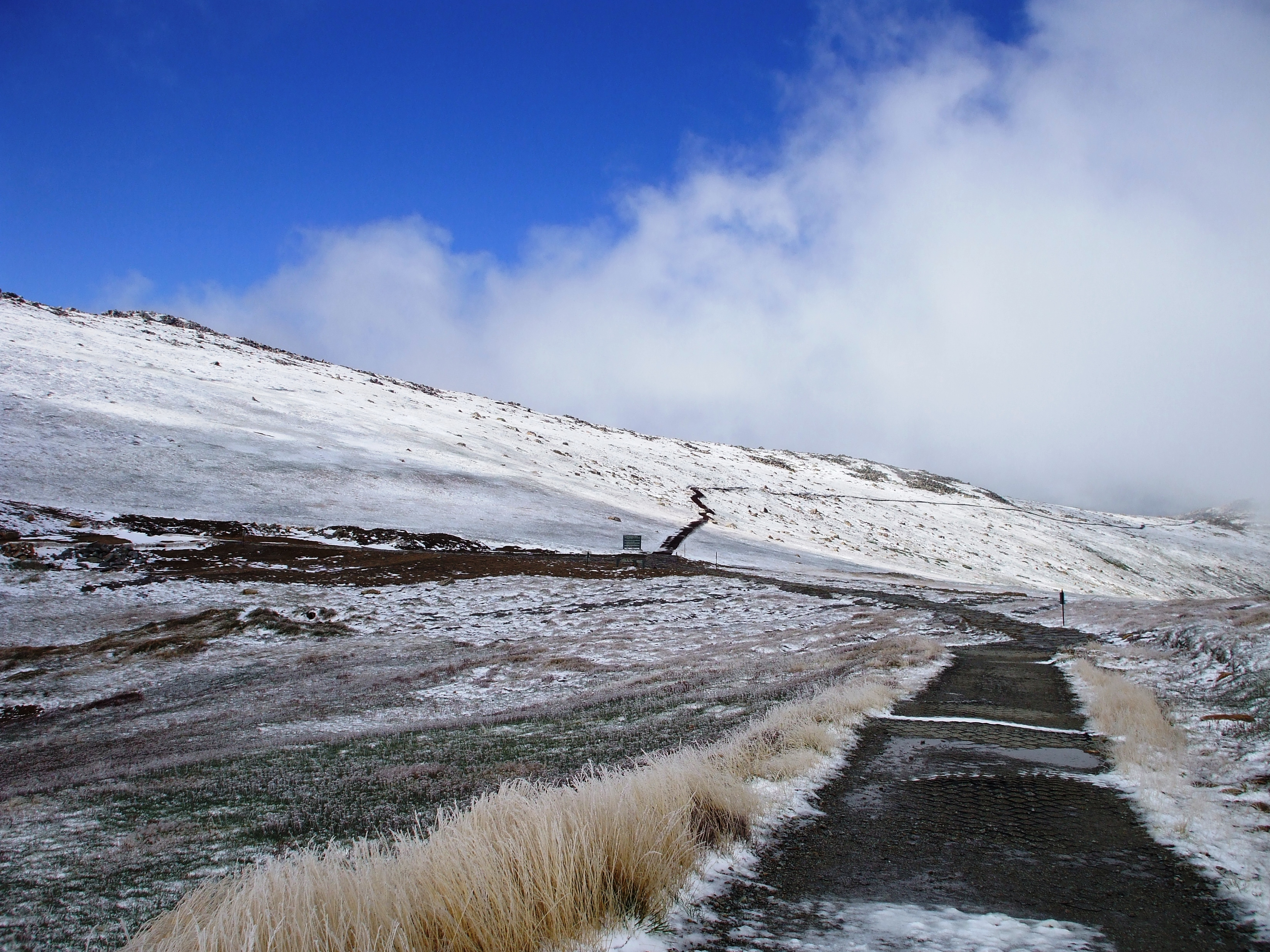
Східний схил гори
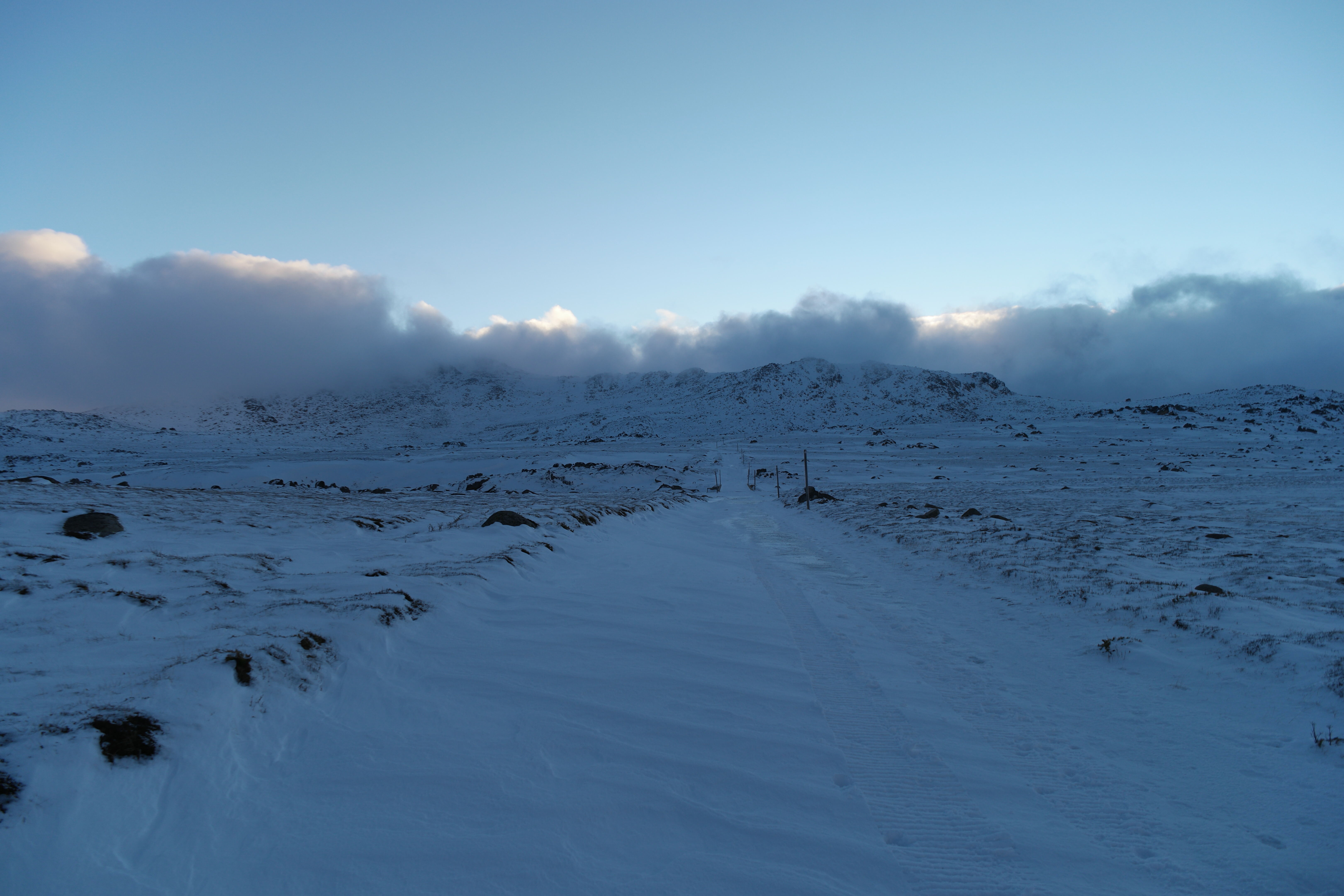
Пішохідна стежка на вершину гори Косцюшко
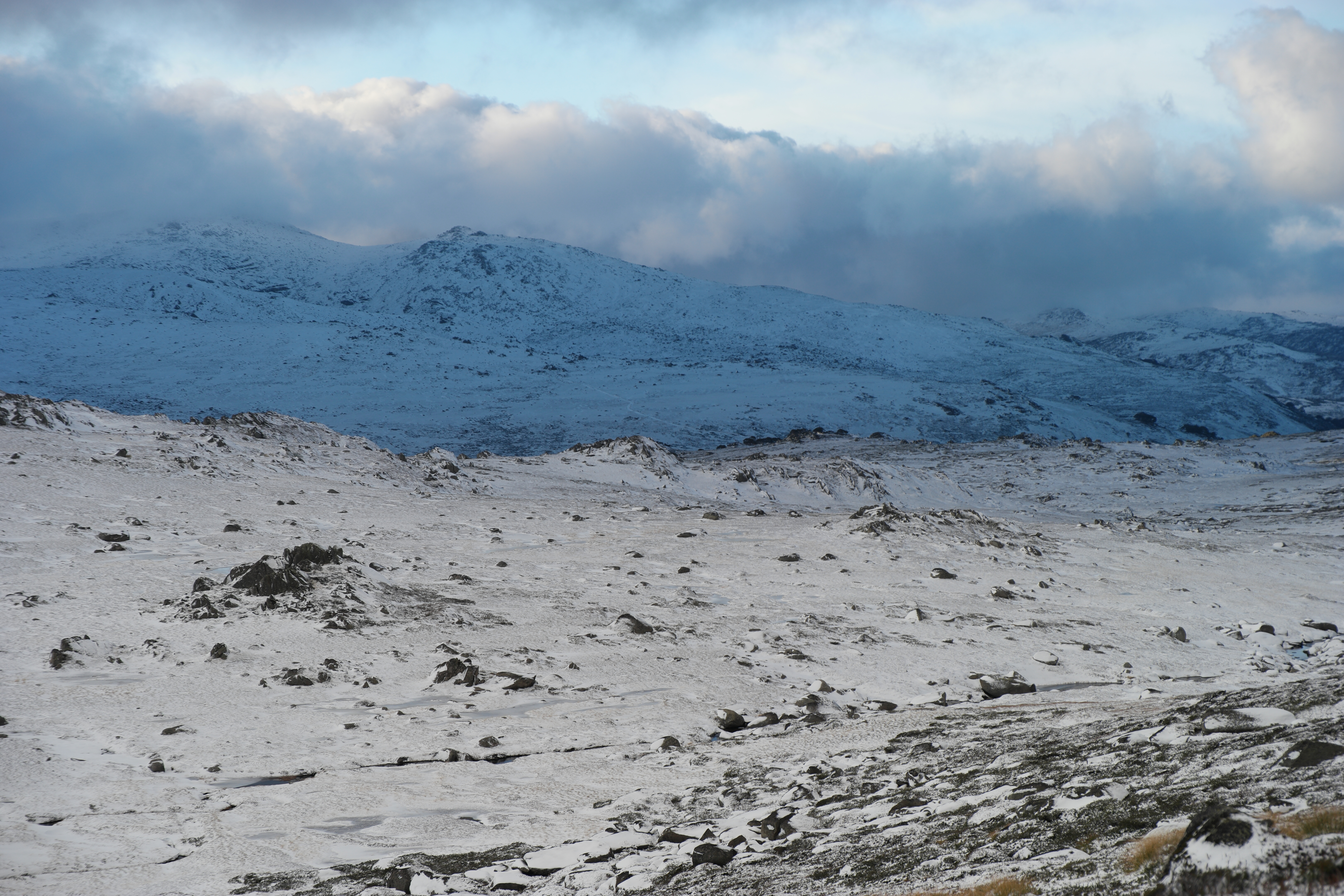
Вершина з боку перевалу Шарлотти
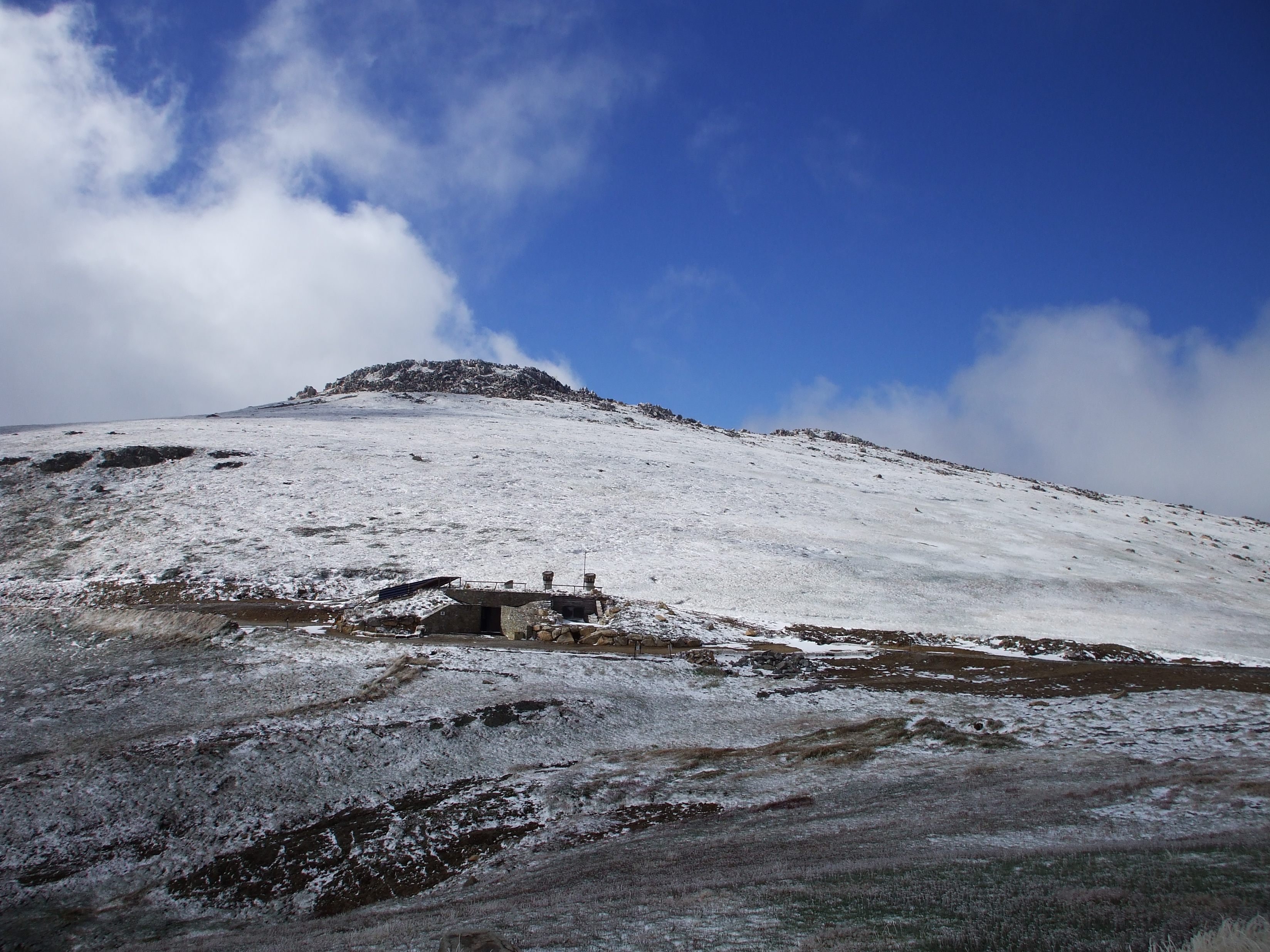
Хребет Етерідж з південного боку з найвисокогірнішою вбиральнею на перевалі Роусон
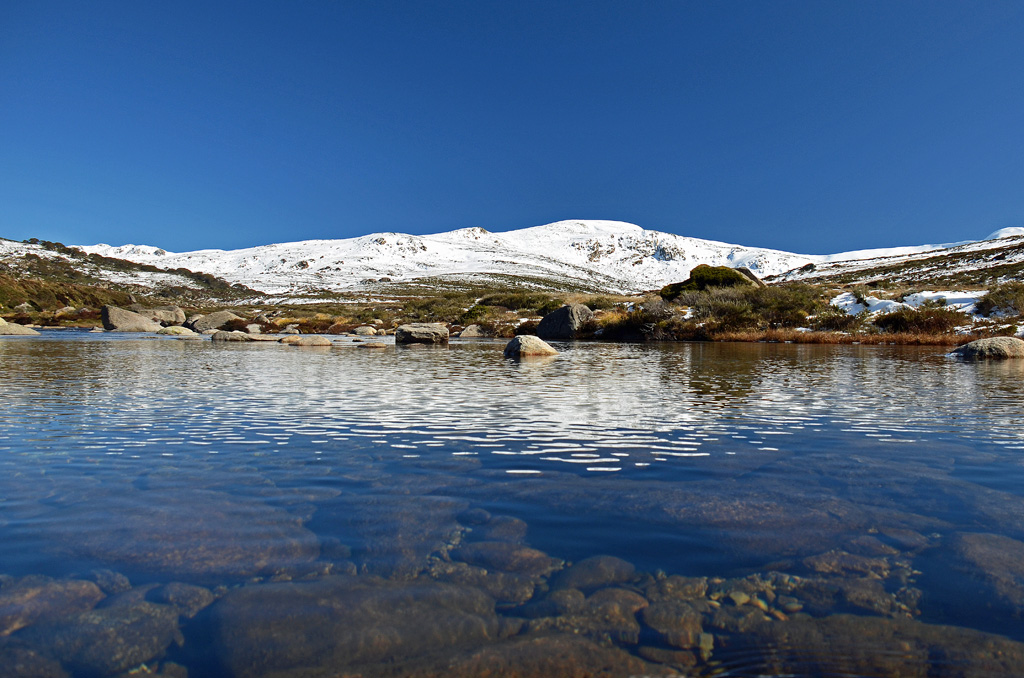
Вид на гору Косцюшко та хребет Етерідж з верхів'їв річки Сноуї
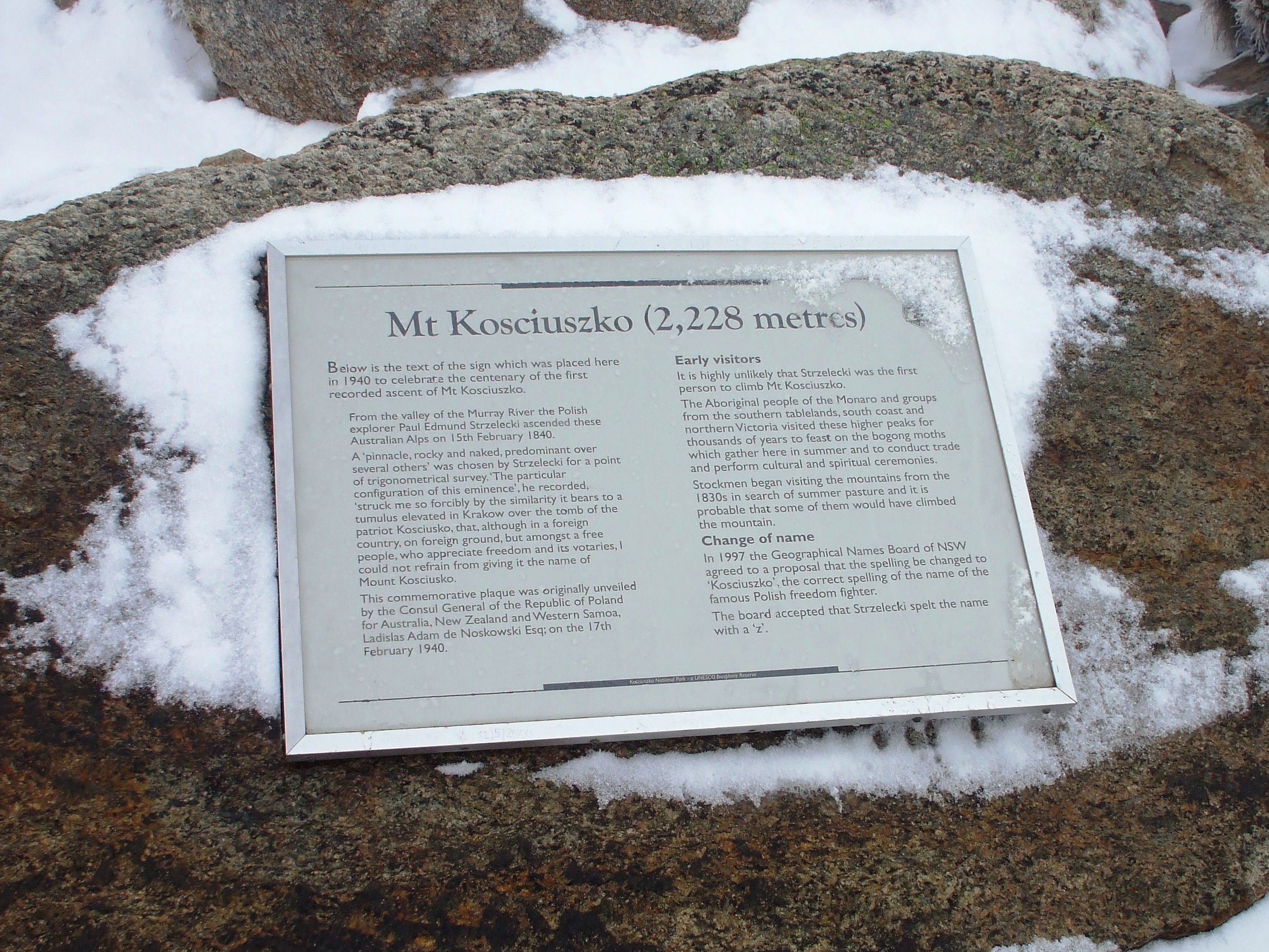
Пам'ятна табличка на вершині
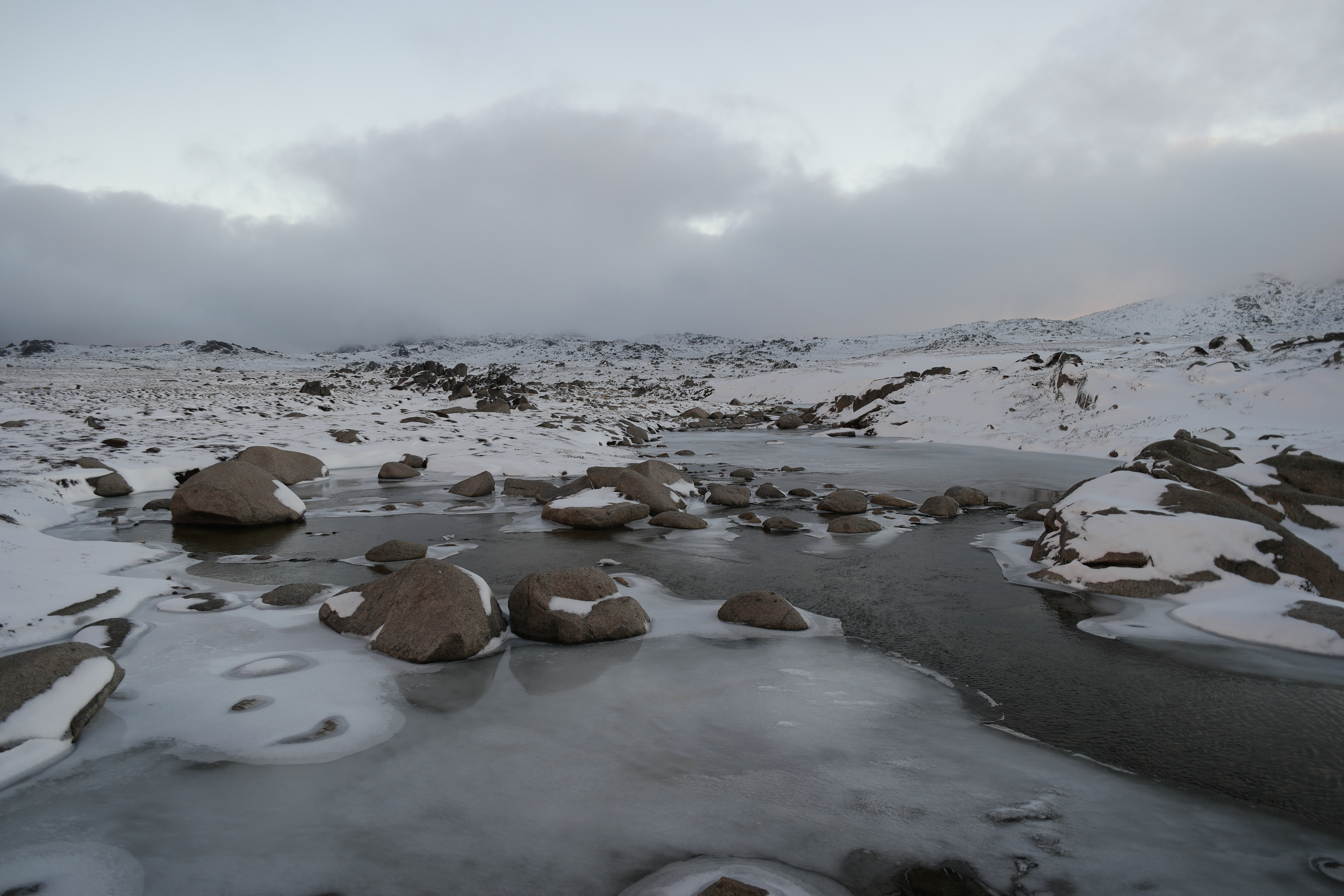
Річка Сноуї, що бере початок біля вершини
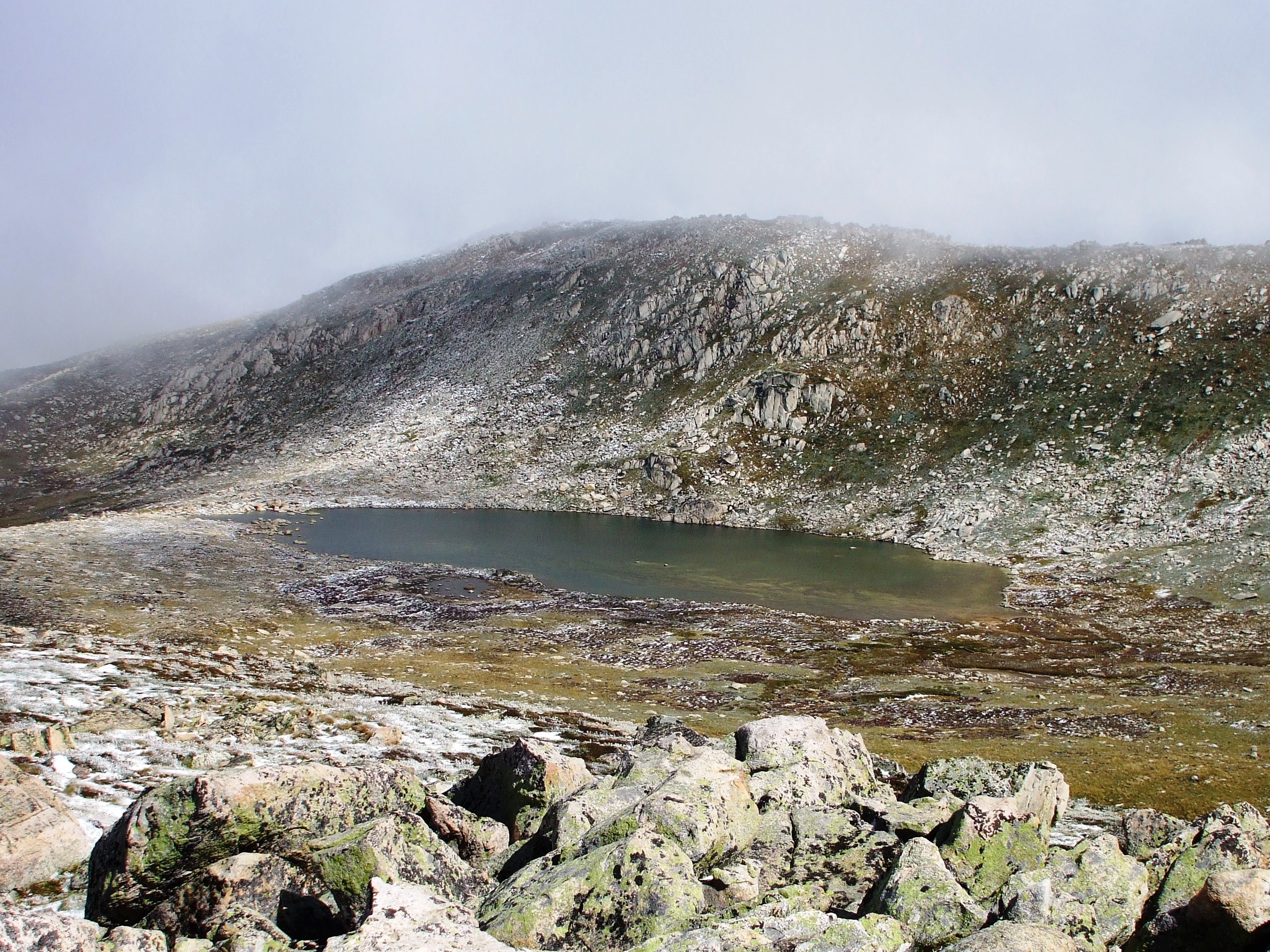
Озеро Кутапатамба, найвисокогірніше озеро на материковій Австралії
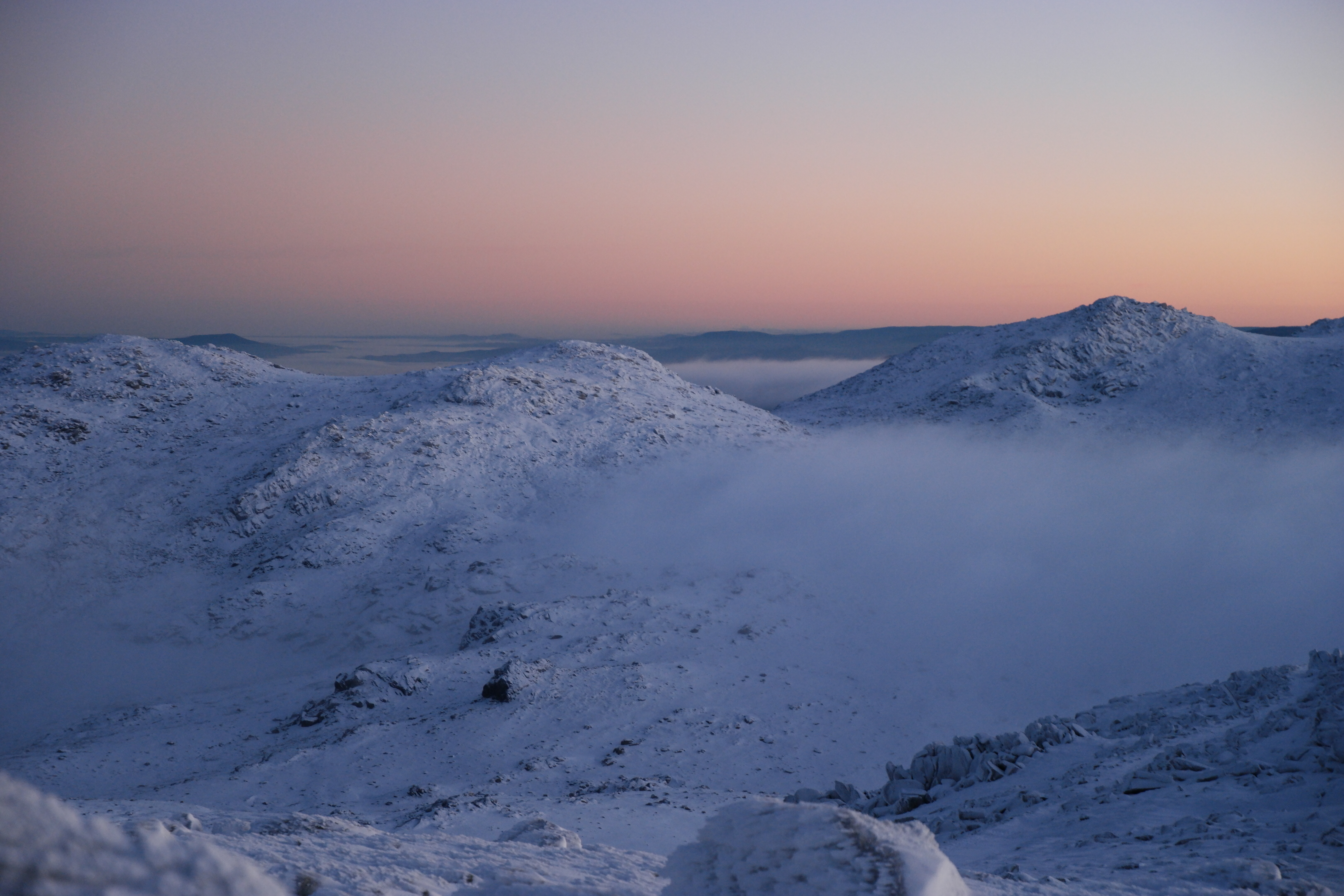
Сусідні гірські хребти на світанку